# انیمال کالکتیو
انیمال کالکتیو (انگلیسی: Animal Collective) گروه موسیقی پاپ تجربی آمریکایی است که سال ۲۰۰۳ در بالتیمور شکل گرفت. از ویژگی‌های بارز گروه، استفاده از تمهیدهای استودیویی، هارمونی‌های آوازی و کاوش در انواع سبک‌ها ازجمله فریک فولک، نویز راک و امبینت درُون است.
موفق‌ترین آلبوم گروه «مریوِدر پُست پاولیون» (Merriweather Post Pavilion) نام دارد که سال ۲۰۰۹ منتشر شد و مجلهٔ آنکات آن را «نقطه‌عطفی در آلبوم‌های موسیقی آمریکایی این قرن» نامید.